# Celsius-skála
A Celsius-skála egy hőmérsékleti skála. 1742-ben javasolta Anders Celsius svéd csillagász, annak két végpontját a maihoz képest fordítva. A jelenlegi skálát először Jean-Pierre Christin használta 1743-ban (thermometer of Lyon), illetve tőle függetlenül Carl von Linné is hasonlót készíttetett 1744-ben (Linnaeus’ thermometer).
Európában a köznapokban ez a legelterjedtebb hőmérsékleti skála.
Jele: T. Ezen a skálán az Egyenlítőn fennálló atmoszferikus nyomás mellett az olvadó jég hőmérséklete jelenti a 0 °C értéket, a forrásban levő víz hőmérséklete pedig a 100 °C. Egysége tehát ennek az intervallumnak az {\displaystyle 1 \over 100} része. Mértékegysége: °C (Celsius-fok).
A magyar helyesírás szabályai szerinti írásmódja: X °C (a mértékegység előtt szóközzel).

## Átváltás a különböző hőmérsékleti skálák között
Fahrenheit-fokra átváltás Celsius-fokról: {\displaystyle X\;(^{\circ }\!F)={(X(^{\circ }\!C)\times 9) \over 5}+32\;}
Kelvinre átváltás Celsius-fokról:
{\displaystyle X\ (K)=X(^{\circ }\!C)+273{,}15\;}
Celsius-fokra átváltás Fahrenheit-fokról: {\displaystyle X\;(^{\circ }\!C)={(X(^{\circ }\!F)-32)\times 5 \over 9}\;}

## Hőmérsékleti skálák összehasonlítása
| Celsius | Kelvin | Fahrenheit | Rankine | Delisle |
| ------- | ------ | ---------- | ------- | ------- |
| 0       | 273,15 | 32         | 491,67  | 150     |
| 100     | 373,15 | 212        | 671,67  | 0       |

## Unicode ℃ karakter
A Unicode karakterleíró ipari szabvány, melyet azért fejlesztettek ki, hogy a létező összes írás betűit egységes kódolással lehessen leírni, tartalmaz speciális Celsius-fok karaktert, a kódja 2103. Ha például HTML-kódba a következő szöveget írjuk: &#x2103; akkor a böngészőben ℃ jelenik meg. Megjelenése hasonló ahhoz, mintha két karakterrel adnánk meg, először °-ot, majd C-t gépelve (°C). A két megoldás különbsége jól látszik, ha közvetlenül egymást követően szerepelnek a szövegben:
℃ °C